# I Satelliti
I Satelliti, inizialmente operanti come The Cricker's ed in seguito anche conosciuti come I Satelliti di Ricky Gianco, sono stati un gruppo musicale beat italiano formatosi a Livorno nel 1961.

## Storia
Dopo una breve esperienza nei locali della Toscana (in particolare nella zona di Certaldo (FI) incontrano il cantante Ricky Gianco il quale li scrittura come proprio gruppo d'accompagnamento, pur lasciando loro vita autonoma come band.
Nel 1963 incidono il loro primo 45 giri, Mercurius/Quando la luna muore, a cui seguono altre incisioni l'anno seguente.
Nel 1965 lanciano Finirà, una cover di For Your Love degli Yardbirds. Del 1966 è La vita è come un giorno, cover di Catch the Wind di Donovan. Il disco, lanciato durante la prima tournée in Italia di Antoine, si aggiudicherà la "G" d'oro, un premio messo in palio dalla rivista "Giovani".
Nello stesso anno esce ancora Babababa-ba, ulteriore cover, da With a girl like you del gruppo The Troggs.
Nel 1967 esce Mondo mio, col quale partecipano ad Un disco per l'estate. È un primo tentativo di produzione propria, dato che il disco presenta due canzoni composte da Marcheschi-Guscelli.
Nel 1968 I Satelliti pubblicano Loro sanno dove, una rivisitazione di Holiday dei Bee Gees, e sul retro Lo scatenato, colonna sonora dell'omonimo film interpretato da Vittorio Gassman. È questo il loro canto del cigno, poiché il gruppo si scioglierà.
Oltre che con Ricky Gianco, il gruppo è ricordato per la sua collaborazione nella versione di Pietre di Gian Pieretti.

## Formazione
- Roberto Guscelli – voce, chitarra
- Franco Marcheschi – chitarra
- Giovanni Barontini – basso
- Roberto Ghiozzi – tastiera
- Piero Baronti – batteria

## Discografia

### Singoli
- 1963 – Mercurius/Quando la luna muore (Jaguar, JG 70004)
- 1964 – Sul cocuzzolo/Texas Rider (Jaguar, JG 70007)
- 1965 – Finirà/Questa sera (Jaguar, JG 70036)
- 1965 – Mercurius/Texas Rider (Jaguar, JG 70038)
- 1965 – Violetta sirtaky/Jezebel (Jaguar, JG 70042)
- 1966 – La vita è come un giorno/Perché non scegli me (Dischi Ricordi, SRL 10429)
- 1966 – Babababa-ba/Quando sei con me (Dischi Ricordi, SRL 10442)
- 1967 – Mondo mio/Che ore sono? (Dischi Ricordi, SRL 10455)
- 1968 – Loro sanno dove/Lo scatenato (R.T.Club, SRL 10429)
- 1968 – Guardo il cielo/Bambina mia (Telerecord, TLC NP 507)